# جانشینی در آئین بهائی
بهاءالله بنیانگذار آئین بهائی برای حفظ وحدت جامعه بهائی و جلوگیری از انشقاق، اصلی را بنا نهاد که با عنوان عهد و میثاق شناخته می‌شود. بر طبق این اصل او چگونگی تداوم جریان هدایت، مسئلهٔ جانشینی و توضیح و تبیین آثار خود را با دستورالعمل‌های صریح، روشن و کتبی مشخص نمود. بر اساس این اصل بهاءالله مسئولیت هدایت و رهبری جامعه را پس از خود به پسر ارشدش عبدالبهاء سپرد سپس بنا به وصیت عبدالبهاء در الواح وصایا این مسئولیت به شوقی افندی، نوهٔ عبدالبهاء و در نهایت همان‌طور که بهاءالله و جانشینانش مشخص کرده بودند به بیت‌العدل اعظم مُحوّل شد. اصل عهد و میثاق از بهائیان می‌خواهد که در هر زمان از مرجعی که برای اداره و هدایت جامعه تعیین شده پیروی کنند و به او وفادار و متعهد بمانند. طبق این اصل نپذیرفتن هر مرجع از سلسله جانشینان بهاءالله معادل عدم پذیرش خود اوست. اغلب بهائیان از بهاءالله به عبدالبهاء و از او به شوقی افندی و سپس به ایادیان امرالله و آنگاه به بیت‌العدل اعظم معتقد شده‌اند. انشعاباتی که از این خط اصلی منشعب شده‌اند بسیار کوچک و معمولاً موقت و ناموفق بوده‌اند.

## جانشینی عبدالبهاء

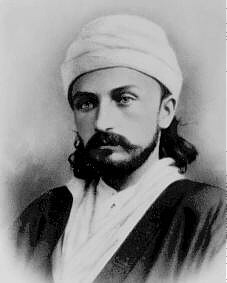
عبدالبهاء در جوانی

### وصیت‌نامه بهاءالله
بهاءالله تا پایان عمرش در سال ۱۸۹۲ در عکا تحت حصر خانگی باقی ماند. بنا بر وصیت‌نامه بهاءالله، پسر بزرگش عباس که بعدها به عبدالبهاء ملقب گردید به عنوان جانشین او تعیین شد. بهائیان معتقدند این برای اولین بار در تاریخ ادیان است که پیامبر یک دین پس از خود به صورت کتبی و با خط خود جانشین خویش را انتخاب می‌کند و این باعث می‌شود که آئین بهائی از تفرقه و انشعاب در امان بماند.
بهاءالله به‌طور رسمی و مشخص در وصیتنامه‌اش (کتاب عهدی) که به دست خط خود نوشته بود با یادآوری آیه‌ای از کتاب اقدس در مورد جانشینی عبدالبهاء بعد از خود از بهائیان می‌خواهد که بعد از درگذشتش به عبدالبهاء روی بیاورند. پیش ازین نیز بهاءالله در آثار دیگری مانند «سورة الغصن» که در دوران تبعیدش در ادرنه یا «لوح ارض باء» که در زندان عکا نوشته بود به مقام عبدالبهاء اشاره کرده بود.
این وصیت‌نامه اندک زمانی پس از درگذشت بهاءالله در جمع بزرگی خوانده شد. در این وصیتنامه همچنین ذکر شده بود که میرزا محمدعلی- پسر دوّم بهاءالله- در رتبهٔ دوم بعد از عبدالبهاء قرار دارد. جانشینی عبدالبهاء دور از انتظار نبود، او دستیار وفادار و قابلی برای پدرش بود. اکثریت قریب به اتفاق بهائیان مطابق کتاب عهدی، عبدالبهاء را به عنوان جانشین و مبیّن و مفسّر رسمی آثار بهاءالله، مرکز عهد و میثاق و سرمشقی از زندگی بهائی پذیرفتند.
اندکی بعد امّا، میرزا محمدعلی، برادر ناتنی عبدالبهاء، برخلاف این وصیت‌نامه عمل کرده، مرجعیّت عبدالبهاء را انکار کرد و در ابتدا به صورت پنهان و سپس آشکار به مخالفت با او پرداخت. اگرچه این مخالفت‌ها نتوانست در وفاداری تودهٔ بهائیان به عبدالبهاء خللی وارد کند، امّا باعث بروز مشکلات برای عبدالبهاء از جانب مقامات عثمانی شد. همکاری میرزا محمدعلی و امپراتوری عثمانی به بازداشت و حصر مجدد عبدالبهاء در عکا انجامید و حکم تبعید او به صحراهای شمال آفریقا در دستور کار قرار گرفت. با انقلاب جمعیت ترکان جوان اما عبدالبهاء از خطر تبعید نجات یافت و مانند سایر زندانیان سیاسی امپراتوری عثمانی آزاد شد.

### ابراهیم خیرالله و گروه موحّد
افراد دیگری نیز در این میان با همکاری با میرزا محمدعلی به مخالفت با عبدالبهاء برخاستند. عده‌ای از اولاد بهاءالله، میرزا آقاجان کاتب بهاءالله و ابراهیم خیرالله از جمله این اشخاص بودند. ابراهیم خیرالله از مسیحیان سوریه بود که به آئین بهائی گرویده بود. او بعدها به آمریکا مهاجرت کرد و به تبلیغ آئین بهائی در آنجا پرداخت. ابراهیم خیرالله در ابتدا آئین بهائی را به صورت تلفیقی از مسیحیت ارائه می‌داد و عبدالبهاء را به عنوان بازگشت دوباره مسیح در آمریکا معرفی می‌کرد، ادعایی که عبدالبهاء قاطعانه آن را رد کرد و اقدام به اصلاح آن کرد. بعد از مدتی خیرالله که قصد داشت به عنوان رهبر مذهبی بهائیان آمریکا شناخته شود از در مخالفت با عبدالبهاء درآمد و شروع به همکاری با میرزا محمدعلی کرد. میرزا محمدعلی برای حمایت از خیرالله پسر خود شعاع‌الله را در سال ۱۹۰۴ به آمریکا فرستاد. گروه اندکی از تازه بهائیان در آمریکا که خود را موحد می‌نامیدند از خیرالله پیروی کردند، ولی تعدادش رفته رفته رو به افول نهاد به طوری که در سال ۱۹۰۶ به یک جمع ۴۰ نفری در کنوشا، یک گروه کوچک در شیکاگو و تعدادی افراد پراکنده در جاهای دیگر تقلیل پیداکردند. تلاشهای متعاقب برای بسط و توسعه این جریان و جذب افراد بیشتر ناموفق ماند و گروه کنوشا بعد ازسال ۱۹۵۰ غیرفعال شد. بعد از خیرالله، شعاع‌الله رهبر این گروه کوچک شد. شعاع‌الله بعدها برای مدت ۳ سال از سال ۱۹۳۴ تا ۱۹۳۷ اقدام به انتشار مجله‌ای به نام «Quarterly» به زبان انگلیسی کرد که به ترویج مطالب و نوشته‌های میرزا محمدعلی و سایر افراد این گروه می‌پرداخت.
بهائیان آمریکا بعد از اینکه ابراهیم خیرالله به طرفداری از میرزا محمدعلی و مخالفت با عبدالبهاء برخاست موقتاً دچار سردرگمی شدند؛ به ویژه به این دلیل که اطلاعات دقیقی به زبان انگلیسی راجع به آئین بهائی در دست نداشتند. عبدالبهاء برای حل این مشکل و تحکیم این جامعه و ایجاد فهم عمیق‌تری از آئین بهائی دست به یک سلسله اقدامات زد. او بین سالهای ۱۹۰۰ تا ۱۹۰۵ چهار مبلغ بهائی ایرانی به آمریکا فرستاد تا بهائیان آمریکا به درک درستی از عقاید و آموزه‌های بهائی دست یابند؛ او همچنین در سطح وسیعی شروع به مکاتبه با بهائیان آمریکا نمود و در نهایت خود به آمریکا سفر کرد و در بسیاری از شهرهای این کشور به شرح و بسط تعالیم بهائی در مجامع عمومی و خصوصی پرداخت. وقایع دیگری نیز به روند تحکیم و افزایش آگاهی بهائیان آمریکا از آئین بهائی کمک کرد، من جمله اینکه گروهی کوچک ولی تأثیر گذار از بهائیان آمریکا برای دیدار عبدالبهاء به عکا رفتند، حجم وسیعی از آثار و متون بهائی به انگلیسی منتشر شد (تا سال ۱۹۱۲ حداقل ۷۰ کتاب و جزوه در باره دیانت بهائی، شرح آموزه‌های آن و ترجمه متون بهائی به انتشار رسید) و رفته رفته مبلغین و رهبران بهائی در آمریکا از میان خود بهائیان آمریکایی ظهور کردند.

### عهد و میثاق
پاسخ عبدالبهاء به میرزا محمدعلی در طی سه مرحله متطّور شد. در ابتدا عبدالبهاء بدون علنی کردن مشکل سعی در مذاکره و مصالحه با میرزا محمدعلی و اعوانش داشت. سپس بعد از اطمینان از اینکه مصالحه راه به جایی نمی‌برد و خطر آسیب به جامعه وجود دارد، توّجه بهائیان را به اصل «عهد و میثاق» جلب نمود و به بهائیان دستور داد تا تمام روابط خود را با میرزا محمدعلی و همدستانش قطع کنند. بر اساس اصل عهد و میثاق در هر زمان پیروی از آن مرجعی که برای ادارهٔ جامعه تعیین شده ضروری است و باعث حفظ اتحاد جامعهٔ بهائی می‌شود. عبدالبهاء کسانی که این عهد و میثاق را زیر پا گذاشته بودند (مانند میرزا محمدعلی) «ناقض عهد و میثاق» (شکننده پیمان) اعلام کرد. در نهایت نمایندگانی از طرف خود به مناطقی که بیشترین تأثیر را از این مشکل گرفته بودند فرستاد. وظیفه این نمایندگان تشویق بهائیان به قطع کامل و دائمی روابط خود با میرزا محمدعلی و پیروانش بود. آنان از طرف عبدالبهاء این اختیار را داشتند تا با پیروان میرزا محمدعلی نیز ارتباط برقرار کرده و آنان را تشویق به بازگشت نمایند. این نمایندگان در ایران همان ۴ نفری بودند که از طرف بهاءالله به عنوان ایادیان امرالله تعیین شده بودند.
عبدالبهاء در وصیت‌نامه خود که «الواح وصایا» نامیده می‌شود شوقی افندی نوه ارشد خود را به عنوان جانشین برگزید و با تشریح فعالیتهای میرزا محمدعلی او را ناقض عهد اعلام و از جامعه بهائی طرد کرد. پیروان میرزا محمدعلی در عکا و نواحی آن حداکثر متشکل از شش خانواده بودند که فعالیتهای دینی خاصی نداشتند و عملاً در جامعه اسلامی آن منطقه حل شدند.
با اینکه در تاریخ ادیان شقاق و شکافهای اعتقادی بعد از درگذشت پیامبر و مؤسس آئین جدید امری رایج است اما عبدالبهاء با وجود حملات جدّی از ناحیه برادر ناتنی خود توانست وحدت جامعه بهائی را بعد از درگذشت پدرش حفظ نماید و از تفرقه و به‌وجود آمدن شکافهای عقیدتی و انشعاب در آن جلوگیری کند.

## جانشینی شوقی افندی

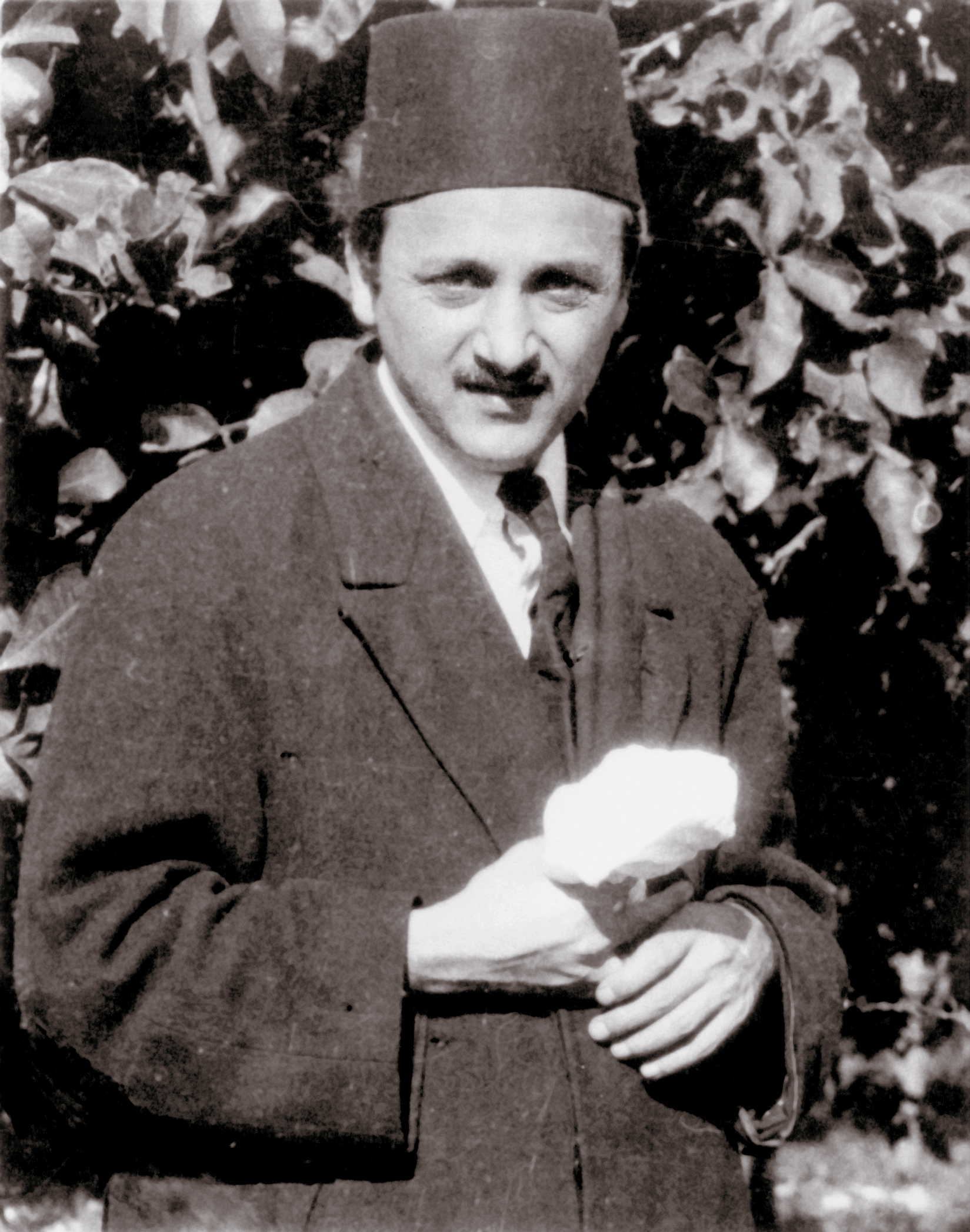
شوقی افندی

عبدالبهاء در همان سال‌های ابتدایی دوران قیادتش (۱۸۹۲–۱۹۰۸) ترتیباتی فراهم کرد تا چنانچه اتفاقی برای او بیفتند، پس از او وحدت و هماهنگی جامعهٔ بهائی محفوظ بماند. وی در آن سال‌ها وصیت‌نامه‌ای نوشت (الواح وصایا) و در آن، شوقی افندی، نوهٔ ارشد خود را به عنوان جانشین و ولی امر بهائی اعلام کرد. وی همچنین نظام و اصولی برای انتخابات بیت العدل اعظم- موسّسه‌ای که بهاءالله تشکیل آن را وضع کرده بود- پایه‌ریزی کرد. به جز اشاره کوتاهی در آثار بهاءالله در مورد اغصان (اخلاف مذکّر بهاءالله)، در مورد مقام ولی امر هیچ مطلبی تا زمان الواح وصایای عبدالبهاء وجود نداشت. شوقی افندی بعدها به همسر و نزدیکانش گفته بود که هیچ آگاهی قبلی در مورد مقام ولایت امری نداشته‌است و نمی‌دانسته که از طرف عبدالبهاء به عنوان ولی امر بعد از او تعیین شده‌است. شوقی افندی در سال ۱۹۲۱ و در سن ۲۴ سالگی هدایت جامعه بهائی را بر عهده گرفت. شوقی افندی در کالج پروتستان بیروت که بعداً به دانشگاه آمریکایی بیروت تغییر نام داد و در دانشگاه آکسفورد تحصیل کرده بود.
وصیت‌نامهٔ عبدالبهاء یک ماه پس از درگذشت او، در تاریخ ۳ ژانویه ۱۹۲۲ برای اولین بار به‌طور عمومی خوانده شد و مطابق آن، شوقی افندی عهده‌دار امور جامعهٔ بهائی شد. اگر چه تعیین شوقی افندی به عنوان مرجع امر برای خود او و دیگر بهائیان غیرمنتظره بود، امّا از طرف قریب بالاتفاق بهائیان پذیرفته شد. وصیت‌نامهٔ عبدالبهاء بسیار واضح و روشن بود؛ شوقی افندی به عنوان مرکز عهد و میثاق تعیین شده بود و از همهٔ بهائیان خواسته شده بود به او روی بیاورند.
مخالفتها با شوقی افندی محدود بود، چه که مفهوم عهد و میثاق به اصلی محکم در آئین بهائی تبدیل شده بود و وصیت‌نامه عبدالبهاء روشن و قاطع بود. با این وجود میرزا محمدعلی در ابتدای کار مشکلاتی برای شوقی افندی ایجاد کرد. او و دستیارانش اقدام به تصاحب اماکن مقدسه بهائی کردند. آنها کلید روضه مبارکه را از متولی آنجا گرفتند ولی بعداً مقامات محلی کلید را به شوقی افندی بازگرداندند. میرزا محمدعلی همچنین می‌خواست به عنوان جانشین عبدالبهاء شناخته شود ولی در اقداماتش ناموفق ماند.
در سال ۱۹۳۲ عمه بزرگ شوقی افندی به نام بهیه خانم (دختر بهاءالله و خواهر عبدالبهاء) درگذشت. او در میان بهائیان از احترام فراوانی برخوردار بود و در آموزش و تحکیم اصل «عهد و میثاق» که بر پیروی از مرجع آئین بهائی و حفظ وحدت جامعه بهائی تأکید داشت نقش بسزایی ایفا نمود. او بعد از درگذشت عبدالبهاء با ارسال چندین تلگرام به سراسر دنیا با تشریح اصول گنجانده شده در الواح وصایا - وصیت نامه برادرش عبدالبهاء - از همه بهائیان خواست از شوقی افندی پیروی کنند. تا زمان درگذشت بهیه خانم، شوقی افندی با مقاومت جدی در میان خویشانش روبرو نشده بود. اما پس از درگذشت او نزدیکان او شروع به مخالفت با او کردند. عده‌ای از افراد خانواده دستورهای صریح شوقی افندی را نادیده گرفته و با افردای از خویشاوندان خود که از آئین بهائی طرد شده بودند وصلت کردند. این اقدام آن‌ها سبب طرد آن‌ها از جامعه بهائی شد. این تشنجات داخلی سبب تشکیل شاخه جدیدی در آئین بهائی نشد.

### روث وایت
یکی از اولین اولیت‌های شوقی افندی ایجاد موسسات و شوراهای انتخابی بهائی برای اداره جامعه بود که با جدیت به انجام آن پرداخت. در این مسیر چند تن از بهائیان در غرب به مخالفت با او پرداختند. روث وایت یکی از آنها بود. او در سال۱۹۲۶ اعتبار الواح و وصایای عبدالبهاء را زیر سؤال برد و به صورت آشکار با جانشینی شوقی افندی مخالفت کرد. او نامه‌ای به رئیس پست ایالات متحده آمریکا نوشت و از او خواست از انتشار ادعای نادرست محفل ملی آمریکا در مورد جانشینی شوقی افندی توسط سرویس پست آمریکا جلوگیری کند. وایت همچنین به نماینده عالی‌رتبه بریتانیا در فلسطین نامهٔ مشابهی نوشت که مورد توجه قرار نگرفت. منشیان و دستیاران عبدالبهاء اصالت وصیت‌نامه را تأیید کردند و مخالفتهای او تأثیری در جامعه بهائی آمریکا نگذاشت. فقط یکی از بهائیان اولّیه آلمان به نام ویلهم هریگل دعوی وایت را پذیرفت. چند نفری که از هریگل پیروی کردند اغلب بعد از درگذشت او در سال ۱۹۳۲ اظهار پشیمانی نموده و به جامعه بهائی بازگشتند.

### احمد سهراب
احمد سهراب فرد دیگری بود که با شوقی افندی و محفل ملی بهائیان آمریکا از در مخالفت درآمد. او منشی و مترجم عبدالبهاء بود و همچون روث وایت با ایجاد موسسات اداری در آئین بهائی مخالف بود. در سال ۱۹۲۹ سهراب به اتفاق جولی چانلر «انجمن تاریخ جدید» رادر نیویورک ایجاد کرد که به صورت غیر مستقیم آموزه‌های بهائی را ترویج می‌داد. سهراب به محفل نیویورک اجازه هیچ نوع نظارتی را بر انجمن نمی‌داد. مقابله و مخالفت سهراب و چانلر با محفل ملی آمریکا در نهایت منجر به طرد آنها از جامعه بهائی شد.
در سال ۱۹۳۰ «انجمن تاریخ جدید» برای جذب کودکان و جوانان «کاروان شرق و غرب» را ایجاد کرد. «کاروان شرق و غرب» از انجمن مادر بزرگتر شد و در نهایت تمام ارتباطش را با آئین بهائی قطع کرد و به یک انجمنِ دوستان مکاتبه‌ای با آرمانهایی اجتماعی بدل شد. «انجمن تاریخ جدید» دیگر وجود خارجی ندارد ولی «کاروان شرق و غرب» فعالیتهای محدودی در سطح محلی در نیویورک دارد.

## تأسیس بیت العدل اعظم

اعضای اصلی بیت‌العدل اعظم اول، سال ۱۹۶۳

بهاءالله، بنیان‌گذار آئین بهائی، در کتاب اقدس تأسیس بیت‌العدل اعظم را وضع کرده‌است. در این کتاب و سایر آثار بهاءالله توضیحات بسیاری دربارهٔ بیت‌العدل اعظم داده شده‌است. بهاءالله به بیت‌العدل اعظم مرجعیت و اقتدار داد تا در تمامی مواردی که به صراحت در آثار بهائی تعیین نشده تشریع (قانون‌گذاری) کند. عبدالبهاء، پسر ارشد و جانشین بهاءالله، در وصیت‌نامه خود با نام الواح وصایا بر اختیارات و مرجعیت بیت‌العدل اعظم تأکید نمود و توضیحات بیشتری در ارتباط با تأسیس و عملکرد این جمع و نحوهٔ انتخاب آن ارائه داد.
شوقی افندی، جانشین عبدالبهاء، تأسیس بیت العدل اعظم را در صدر کارهای خود قرار داد و در دورانی که مسئولیت اداره جامعهٔ بهائی را به عهده داشت به تقویت و گسترش نظام اداری بهائی پرداخت تا آمادگی لازم برای انتخابات و تشکیل بیت العدل اعظم در جامعه ایجاد شود. شوقی افندی در سال ۱۹۵۱ افرادی را به عضویت در جمعی به نام شورای بین‌المللی بهائی انتصاب کرد. به گفته او تشکیل این شورا طلایهٔ تشکیل بیت العدل اعظم بود.

### نقش ایادیان امرالله
شوقی افندی در سال ۱۹۵۷ درگذشت. او فرزندی نداشت و وصیت‌نامه‌ای از خود برجای نگذاشته بود که در آن فردی را به عنوان جانشین معرفی کرده باشد. پس از درگذشت شوقی افندی، گروهی از بهائیان برجسته که از طرف شوقی افندی با عنوان ایادیان امرالله تعیین شده بودند و در آخرین نامهٔ عمومی شوقی افندی وظیفهٔ حراست از امر بهائی به آن‌ها سپرده شده بود در مورد اینکه آیا آن‌ها بنا بر قوانین آئین بهائی می‌توانند جانشینی برای شوقی افندی پیدا کنند به بحث و مشورت پرداختند. در تاریخ ۲۵ نوامبر ۱۹۵۷ ایادیان امرالله در بیانیه‌ای که به امضای تمامی ۲۷ نفر آن‌ها رسید اعلام کردند که شوقی افندی جانشینی برای خود تعیین نکرده‌است و هم‌اکنون بر عهده هیئت ایادی است که اتحاد جامعه بهائی را حفظ کرده و صیانت و پیشرفت آئین بهائی، موسسات و نهادهای آن را تضمین نمایند. برای این منظور هیئت ایادی، ۹ نفر از میان خودشان انتخاب کردند که به‌طور موقت و تا برگزاری انتخابات و تشکیل بیت العدل اعظم، وظیفهٔ اداره جامعه بهائی را بر اساس هدایت‌های شوقی افندی بر عهده خواهند گرفت (این گروه با نام ایادیان امرالله، مقیم مرکز جهانی بهائی (حیفا-اسرائیل) شناخته می‌شوند). تصمیم ایادیان امرالله با حمایت و استقبال بهائیان سراسر جهان مواجه شد و آنها از ۱۹۵۷-تا ۱۹۶۳ اداره جامعه بهائی را در دست داشتند. پیش‌بینی این دوره ۶ ساله و مدیریت جامعه بهائی توسط ایادیان امرالله در کتاب اقدس آمده‌است.
در تاریخ ۲۵ نوامبر ۱۹۵۷ روز هیئت ایادی امرالله مصوباتی را در مورد امور اجرایی اعلان کردندکه بعضی از آن‌ها عبارتند از:
- هیئت ایادی امرالله در مورد زمان و نحوه اجرای طرح شوقی افندی برای گذار شورای بین‌المللی بهائی از یک سلسله مراحل متوالی که در نهایت منجر به انتخاب بیت العدل اعظم خواهد شد تصمیم‌گیری خواهند نمود.[۴۵]
- ۹ نفر هیئت انتخابی ایادی امرالله مقیم مرکز جهانی بهائی توانایی طرد اعضای متخلف جامعه بهائی را دارا می‌باشند و در این موارد بر اساس گزارش‌ها و توصیه‌های واصله از ایادیان امرالله از حوزه‌های مربوط به خود تصمیم‌گیری خواهند کرد.[۴۵]

### تأسیس بیت العدل اعظم
ایادیان امرالله در مدت شش سالی که مدیریت جامعه بهائی را برعهده داشتند ترتیبات برگزاری انتخابات بیت العدل اعظم را فراهم کردند، از جمله در نوامبر ۱۹۵۹ اعلام کردند که در سال ۱۹۶۱ شورای بین‌المللی بهائی از یک هیئت انتصابی به یک هیئت انتخابی تغییر خواهد یافت و اعضای آن توسط محفل‌های ملی و منطقه‌ای موجود در جهان انتخاب خواهند شد. در نهایت در اول آوریل ۱۹۶۳ نخستین انتخابات بیت العدل اعظم بر اساس اصول و شیوه‌ای که شوقی افندی و عبدالبهاء توصیف و تشریح کرده بودند برگزار شد و با رأی اعضای ۵۶ محفل روحانی ملی که در آن زمان در دنیا وجود داشتند اولین بیت العدل اعظم تشکیل شد. ایادیان امرالله عضویت خود را هم در شورای بین‌المللی بهائی و هم در بیت العدل ممنوع اعلان کردند. در نهایت اعضای ۹ نفره ایادی امرالله مقیم مرکز جهانی بهائی که به عنوان مرجع موقت آئین بهائی فعالیت می‌کردند پس از پایان نقشه ۱۰ ساله شوقی افندی و تشکیل بیت العدل اعظم در سال ۱۹۶۳، دفتر خود را بستند. از آن زمان تا حال بیت العدل اعظم در مقام هیئت حاکمه جهانی دیانت بهائی به فعالیت مشغول است. پس از درگذشت شوقی افندی، تصمیم ایادیان امرالله مبنی بر در دست گرفتن امور به‌طور موقت تا برگزاری انتخابات بیت العدل اعظم، به‌طور کلی با حمایت مشتاقانه جامعهٔ بهائی سراسر جهان پذیرفته شد.

### رابطه ولی امر و بیت العدل اعظم
عبدالبهاء در الواح وصایا علاوه بر تعیین شوقی افندی به عنوان ولی امر، نحوه انتصاب ولی امرهای آینده و انتخاب بیت العدل اعظم را نیز شرح داده شده‌است. در این اثر آمده‌است که ولی امر در زمان حیات خود باید پسر ارشد خود را به عنوان جانشین خود یا همان ولی امر بعدی انتخاب کند و اگر پسر ارشد خصائص لازمه برای جانشینی را نداشت باید فرد دیگری را از اغصان که حائز شرایط این مقام است به عنوان ولی امر بعدی انتخاب نماید. همچنین ولی‌امر باید در زمان حیات خود افرادی را با عنوان ایادی امرالله برای گسترش و صیانت آئین بهائی منصوب کند. این گروه باید نه نفر از میان خود برای معاونت و یاری ولی امر انتخاب کنند. همچنین جانشینی که توسط ولی امر انتخاب می‌شود باید به‌وسیلهٔ رای مخفی به تأیید این نه نفر برسد. در الواح وصایا، عبدالبهاء همچنین طریقه تشکیل بیت العدل اعظم را شرح می‌دهد که باید از طریق انتخابات و با شرکت محافل ملی سراسر دنیا صورت بگیرد.
بیت العدل اعظم و ولی امرالله مکمل یکدیگرند؛ بیت العدل اعظم مرجع تشریع (قانون‌گذاری)، تبیین (روشن‌سازی) و قضاوت در امور محل ابهام و اختلافی است که به صراحت در آثار بهائی نیامده است و ولی امرالله تفسیر معتبر و رسمی از آثار بهائی را ارائه می‌دهد. مرجعیت این دو نهاد در الواح وصایا عبدالبهاء بیان شده‌است و عدم تمکین به هر یک از این دو نهاد در حکم عدم پیروی از حکم خداوند محسوب می‌شود. همچنین شوقی افندی در کتاب نظم جهانی آیین بهائی این دو نهاد را به یکدیگر وابسته می‌داند.
شوقی افندی اولین و آخرین ولی امر آئین بهائی بود. چه که وی فرزندی نداشت و در زمان درگذشتش فردی حائز شرایط از نسل بهاءالله برای احراز این مقام موجود نبود، این افراد یا درگذشته بودند یا از جامعه بهائی طرد شده بودند. در مذاکرات پس از درگذشت شوقی افندی، ایادیان امرالله به این نتیجه رسیدند که ایشان در جایگاهی نیستند که بتوانند جانشینی برای ولی امرالله تعیین کنند و تنها توانایی تأیید و رسمیت دادن به گزینه‌های مطرح شده را دارا می‌باشند و اعلان داشتند که بعد از تأسیس بیت العدل اعظم این نهاد باید در این باره تصمیم‌گیری کند. بیت العدل اعظم هم بعد از تأسیس اعلان داشت که هیچ راهی برای تعیین ولی‌امر یا تشریع قوانینی که انتصاب ولی‌امر را امکان‌پذیر سازد، نیافته‌اند. این نهاد همچنین اعلان داشت که عدم وجود ولی امر خللی در ایفای وظایف آنها ایجاد نمی‌کند. این نهاد قادر است با مراجعه به حجم وسیعی از تفاسیر رسمی شوقی افندی به وظایف خود عمل کند. همچنین بیت العدل اعظم اعلان داشت که در هیچ جایی در آثار بهائی نیامده که سلسله ولی امر تا ابد ادامه پیدا خواهد کرد، بلکه بالعکس به وضوح اشاراتی در مورد قطع این سلسله وجود دارد.
بهاءالله در کتاب اقدس به قطع سلسله جانشینانش و اداره موقت امور توسط ایادیان امرالله تا زمان تأسیس بیت العدل اعظم اشاره کرده‌است.

### میسون ریمی و طرفدارانش
در ۱۹۵۹ میسون ریمی یکی از ایادیان امرالله که در زمان تشکیل شورای بین‌المللی بهائی به عنوان رئیس آن جمع تعیین شده بود ادعا کرد که وی به همین دلیل باید پس از شوقی افندی به عنوان ولی دوم امر در نظر گرفته شود و ریاست اداره امور بهائیان در تمام دنیا بر عهده اوست. او همچنین خواست این بیانیه او در کنگره سالانه آئین بهائی در ویلمت اعلام شود. ریمی اعلام کرد که ایادیان امرالله مستقلاً هیچ‌گونه قدرتی از خود نداشته و تنها در سایه ولی امرالله می‌توانند به وظایف خود عمل کنند. او همچنین دستور داد اقدامات در مورد تشکیل بیت العدل برای همیشه متوقف شود. استدلال او با مخالفت سایر ایادیان امرالله مواجه شد زیرا هیچ وصیتنامه یا یادداشتی مبنی بر اینکه شوقی افندی ریمی را به عنوان جانشین خود انتخاب کرده باشد وجود نداشت. ریمی خود در سال ۱۹۵۷ به همراه سایر ایادیان امرالله بیانیه‌ای رسمی به امضا رسانده بود که شوقی افندی جانشینی برای خود تعیین نکرده‌است. علاوه بر این در آثار بهائی ذکر شده بود که ولی امر باید از نسل بهاءالله باشد و ریمی حائز این شرط نیز نبود. طرفداران ریمی مدعی شدند عبدالبهاء در نامه‌های خود ریمی را با عنوان «پسر من» خطاب کرده‌است. اما این مطلب توسط عموم بهائیان مورد قبول قرار نگرفت. نهایتاً طبق الواح وصایای عبدالبهاء حتی اگر میسون ریمی توسط شوقی افندی به عنوان ولی امر بعدی انتخاب شده بود برای احراز این مقام نیاز به تصویب نه ایادی امرالله مقیم در مرکز جهانی بهائی داشت.
با ادامه اصرار ریمی بر ادعای خود و بعد از شکست تلاشهای بسیار برای قانع کردن وی، در سال ۱۹۶۰ هیئت ایادی امرالله مقیم مرکز جهانی به اتفاق آراء او را به عنوان ناقض عهد و میثاق معرفی کرده و از جامعه بهائی طرد کردند. این هیئت مبنای این تصمیم را الواح وصایای عبدالبهاء و مصوبات مورخ ۲۵ نوامبر ۱۹۵۷ قرار داد که به اتفاق آراء تصویب شده بود و به این شورا اجازه طرد شکنندگان عهد و میثاق را می‌داد.
ریمی تنها موفق به جلب تعداد کمی طرفدار برای خود شد و همان‌طور که خود بعدها اظهار کرد تقریباً تمام جامعهٔ بهائی با ادعای او مخالفت کردند. برگزاری انتخابات و تشکیل بیت العدل اعظم در سال ۱۹۶۳ با شادی و شعف بهائیان همراه بود و ریمی و طرفدارانش به سرعت اهمیت خود را برای اکثر بهائیان از دست دادند و به گروهای متخاصم کوچکتری تجزیه شدند. این گروه‌ها عبارتند از:
- یک گروه با پیروی از دونالد هاروی که توسط ریمی منصوب شده بود ایجاد شد.[۲۴] بعد از مرگ هاروی در سال ۱۹۹۱ رهبری این گروه به ژاک سوقومونیان ساکن مارسی فرانسه رسید.[۲۴] در آمریکا انجمن ریمی که توسط فرانسیس اسپاتارو ایجاد شده بود از هاروی حمایت می‌کرد.[۲۴]
- گروه دیگری توسط جوئل مارانگلا ایجاد شد؛ او ادعا می‌کرد که ریمی در ابتدا او را جانشین خود کرده بود ولی بعدها بخاطر کهولت سن و زوال عقل نظرش را عوض کرد و به جای او هاروی را به جانشینی خود منصوب نمود.[۲۴] این گروه خود را بهائیان ارتودوکس می‌نامیدند، در روزولِ نیومکزیکو ساکن بودند و تعدادشان کمتر از صد نفر بود.[۲۴]
- گروه دیگری تمام مدعیان جانشینی شوقی افندی را مردود دانسته و اعلام کرد که رکس کینگ نائب ولی امرالله دوم است که به زودی ظاهر خواهد شد. بعد از مرگ کینگ در سال ۱۹۷۷ خانواده او شورای نیابتی تشکیل دادند و خود را بهائیان تحت اشراف میثاق نامیدند.[۲۴]
- گروه دیگری به رهبری للند جنسن تشکیل شد. وی چندین ادعای مذهبی من جمله اینکه که خود او بازگشت مسیح است مطرح کرد و خود را رئیس یک فرقه آخرالزمانی در میسولا منتانا نامید، او با طرح این ادعا که دنیا در سال ۱۹۸۰ به پایان می‌رسد مورد توجه رسانه‌ها قرار گرفت.[۶۱]

در سال ۲۰۰۶ مجموع تعداد طرفداران ریمی در تمام این گروه‌ها حدود چند صد نفر تخمین زده شده‌است.